# 22786 Willipete
22786 Willipete este un asteroid din centura principală de asteroizi.

## Descriere
22786 Willipete este un asteroid din centura principală de asteroizi. A fost descoperit pe 12 mai 1999 la Socorro, New Mexico, în cadrul proiectului LINEAR. Asteroidul prezintă o orbită caracterizată de o semiaxă mare de 2,43 ua, o excentricitate de 0,19 și o înclinație de 5,9° în raport cu ecliptica.